# Vestindien
Vestindien er en region i det Caribiske Hav og Atlanterhavet, der inkluderer mange øer og ønationer i Antillerne og Lucayan-øgruppen (Bahamas).
Efter det første af Christopher Columbus' rejser til Amerika begyndte europæerne at bruge udtrykket Vestindien for at differentiere mellem denne region fra Ostindien (Sydasien og Sydøstasien).

## Historie
Fra det 17. og frem gennem det 19. århundrede var de europæiske koloniale territorier i Vestindien Fransk Vestindien, Britisk Vestindien, Dansk Vestindien, Nederlandske Antiller (Nederlandsk Vestindien), samt Spansk Vestindien.
Danmark frasolgte i 1917 Dansk Vestindien til USA for $25 millioner i guld, per salgstraktaten om Dansk Vestindien. Dansk Vestindien blev et biland af USA, og omdøbt til de Amerikanske Jomfruøer.
Mellem 1958 og 1962 reorganiserede Storbritannien alle deres Vestindiske territorier (bortset fra de Britiske Jomfruøer samt Bahamas) til Den Vestindiske Føderation. Håbet var at føderationen ville sammensmelte til en enkelt, uafhængig nation. Føderationen havde dog for begrænset magt, adskillige praktiske problemer, samt manglende folkelig opbakning. Som konsekvens af dette blev føderationen opløst af briterne i 1963 i ni provinser, der blev uafhængige suveræne stater og fire, der blev Britisk oversøisk territorium.
Vestindien eller Vestindisk var navnebror med adskillige handelskompagnier oprettet i 17. og 18. århundrede, inklusiv Dansk Vestindisk-guinesisk Kompagni, Nederlandske Vestindiske Kompagni, Fransk Vestindiske Kompagni, samt det Svenske Vestindiske Kompagni.
Vestindisk er den officielle term anvendt af USA's regering om folk fra Vestindien.

## Regioner
I dag referer Vestinden til:
- Øerne i Bahamas
- Cuba
- Jamaica
- Haiti
- Dominikanske Republik
- Puerto Rico
- Amerikanske Jomfruøer
- Leeward øerne samt Windward øerne
- Guyana
- Surinam
- Trinidad og Tobago

## Yderligere læsning
- Cromwell, Jesse. "More than Slaves and Sugar: Recent Historiography of the Trans-imperial Caribbean and Its Sinew Populations." History Compass (2014) 12#10 pp 770-783.
- Higman, Barry W. A Concise History of the Caribbean. (2011)
- Martin, Tony, Caribbean History: From Pre-colonial Origins to the Present (2011)

21°59′N 79°02′V / 21.98°N 79.03°V